# Boyle–Mariotte-törvény

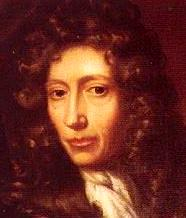
Robert Boyle (1627-1691)

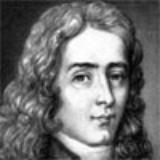
Edme Mariotte (1620-1684)

A Boyle–Mariotte-törvény egyike a tökéletes (ideális) gázokra vonatkozó gáztörvényeknek. A törvény névadói: Robert Boyle (1627–1691) ír természettudós és filozófus volt, aki ezt a törvényt 1662-ben fedezte fel. Edme Mariotte (1620–1684) francia fizikus tőle függetlenül 1676-ban szintén felfedezte.
A Boyle–Mariotte-törvény kimondja, hogy egy adott mennyiségű ideális gáz térfogatának és nyomásának szorzata egy adott hőmérsékleten állandó. Matematikailag kifejezve:
{\displaystyle \qquad \qquad pV=k}
ahol:
- V a gáz térfogata
- p a gáz nyomása
- a k állandó

A k értéke úgy határozható meg, hogy egy adott hőmérsékleten megmérik a gáz térfogatát és nyomását. Ha ezután valami megváltozik (általában a térfogatot változtatják meg), akkor az új térfogathoz kiszámítható a gáz nyomása. Egyszerűbben kifejezve: a nyomás és a térfogat fordítottan arányos adott hőmérsékleten.
Ha adott mennyiségű gáz két állapota között írjuk fel az összefüggést (állandó hőmérsékletet feltételezve), akkor az alábbi képletet kapjuk:
{\displaystyle \qquad p_{1}V_{1}=p_{2}V_{2}},
ahol 1 indexszel az egyik állapotot, 2 indexszel a másik állapotot jelöltük. Ha ebből például a második nyomást akarjuk meghatározni, akkor írhatjuk:
{\displaystyle \qquad p_{2}=p_{1}V_{1}/V_{2}}.
Ha a Boyle–Mariotte-törvényt a Gay-Lussac-törvénnyel és a Charles-törvénnyel kombináljuk, az egyesített gáztörvényt írhatjuk fel.